# Macropsis validiuscula
Macropsis validiuscula är en insektsart som beskrevs av Dubovsky 1966. Macropsis validiuscula ingår i släktet Macropsis och familjen dvärgstritar. Inga underarter finns listade i Catalogue of Life.